# Piñeiro (Saviñao)
Piñeiro (llamada oficialmente San Sadurniño de Piñeiró) es una parroquia española del municipio de Saviñao, en la provincia de Lugo, Galicia.

## Otras denominaciones
La parroquia también es conocida por el nombre de San Saturnino de Piñeiro.

## Límites
Limita con las parroquias de Vilelos, Xuvencos y Iglesiafeita al norte, Abuíme al este, Marrube y Vilatán al sur, y Laxe y Ribas de Miño al oeste.

## Organización territorial
La parroquia está formada por diez entidades de población:
- A Portela
- A Touza
- Beirán (O Beirán)
- Piñeirón
- Salcedo
- San Saturnino (San Sadurniño)
- Sobrelle
- Vilachá
- Vilamor
- Villarreme (Vilarreme)

## Demografía
| Gráfica de evolución demográfica de Piñeiro entre 2000 y 2021 |
|                                                               |
| Datos según el nomenclátor publicado por el INE.              |